# جنیفر ایگلرید
جنیفر ایگلرید (انگلیسی: Jennifer Egelryd؛ زادهٔ ۲۵ ژوئیهٔ ۱۹۹۰) بازیکن فوتبال اهل سوئد است.
از باشگاه‌هایی که در آن بازی کرده‌است می‌توان به باشگاه فوتبال زنان تیرسو اشاره کرد.